# Folkbildning

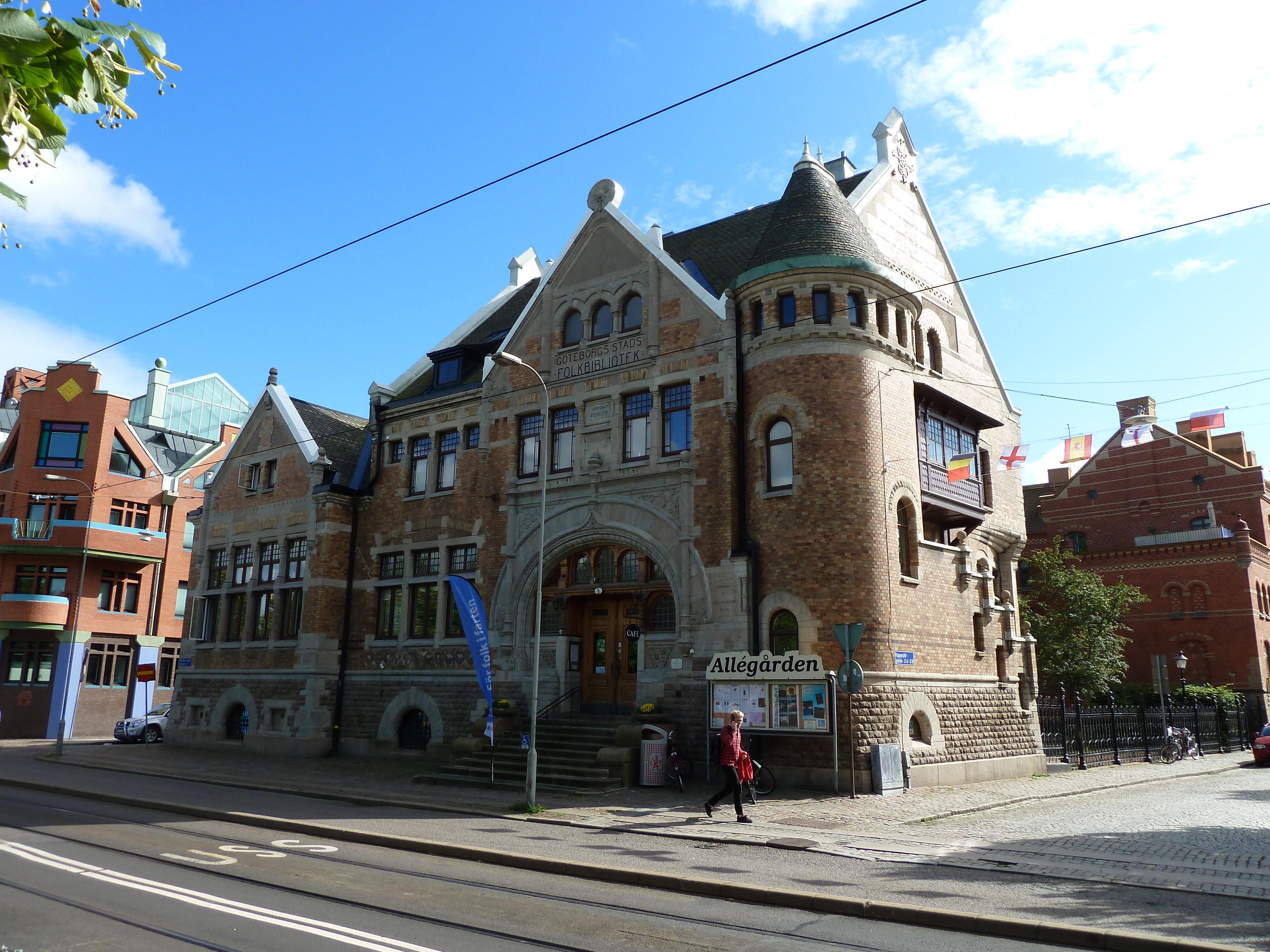
Folkbibliotek i Göteborg.

Folkbildning är ett samlingsbegrepp för det fria bildningsarbetet. Den bedrivs bland annat inom bibliotek, folkhögskolor, studieförbund och föreläsningsföreningar. Syftet med folkbildning är att på ett demokratiskt och jämlikt sätt få medborgarna i samhället att ta till sig ny kunskap och nya värderingar genom exempelvis studiecirklar, bibliotek, konferenser och föreläsningar utanför den traditionella skolvärlden.

## Sverige
Folkbildningen kännetecknas av att den är "fri och frivillig", det vill säga fri från statlig styrning och frivillig för deltagarna. Å andra sidan har den ofta getts en central roll i statens utbildningspolitik och kulturpolitik.
Folkbildning innefattar människors insikter och orientering på områden utanför deras egna specialiteter och yrkeskunskaper. Folkbildning avgränsas gentemot dels akademisk specialisering, dels yrkesutbildning. Folkbildningens innehåll varierar stort och har växlat i takt med samhällsutvecklingen och människors behov och livsmål. I dagens högteknologiska informationssamhälle har folkbildning fått en annan innebörd och andra förutsättningar: att bidra till överblick och att ge klarhet i och struktur åt det kaotiska informationsflödet, att vidga perspektiv och därigenom höja livskvaliteten för den enskilde och öka toleransen inför det obekanta inom kollektiv och samhälle. Helhetssyn på tillvaron är ett begrepp med förankring i folkbildningens historia.

## Bakgrund
Det brukar hävdas att den danske prästen Grundtvig har en viktig ideologisk roll för den nordiska folkbildningstraditionen. Han startade den danska folkhögskolan. I Sverige startade folkhögskolorna för att möjliggöra utbildning av unga män på landsbygden. Folkbildningen tog en något annorlunda riktning i Sverige jämfört med de andra nordiska länderna och blev mer knuten till folkrörelserna. Studieförbund och folkhögskolor blev en möjlighet att skapa en utbildningsmobilisering för de egna medlemmarna och skapa opinion i samhället. Folkbildningen har en egen särart genom att den är fri och frivillig. Den präglas av engagerade lärare som har ett helhetsperspektiv på deltagarna. Folkbildningen har också genom sin särart förmågan att fånga upp de människor som av olika skäl inte deltar i det formella utbildningssystemet genom en lägre grad av formbundenhet. Folkbildningen har genom sin särart varit viktig för den pedagogiska utvecklingen i hela skolväsendet. Idag har den ordinarie skolan tagit del av så många influenser från folkbildningen att det kan vara svårt att utifrån ett pedagogiskt perspektiv tala om att folkbildningen skulle vara en pedagogisk särart. 
Staffan Larsson, professor emeritus i vuxenpedagogik vid Linköpings universitet, skriver i antologin Folkbildning – samtidig eller tidlös? att folkbildningsväsendet alltid har gått före det övriga utbildningssystemet vad gäller vilka socialgrupper som har rätt till bildning samt att folkbildningen har haft och har rollen som experimentverkstad i utbildningssammanhang. Mycket av det som från början utvecklas inom folkbildningen tas sedan över av det offentliga skolsystemet och folkbildningen har därför ständigt utvecklats för att kunna behålla sin särart. Folkbildningen har varit före den statliga skolan med att först låta den rika bondeklassens söner, sedan arbetarklassen, kvinnor, vuxna och invandrare ta del av den bildning som förut endast tillföll städernas manliga elit. Larsson skriver: "Min poäng är dock att folkbildningen sett i relation till det samlade utbildningssystemet burit rollen av föregångare och experimentverkstad på utomordentligt tunga områden när det gäller frågorna om vem, vad och hur. Man har sprängt de snäva ramarna för vem som kunde bilda sig och bidragit till att öka jämlikheten i deltagandet ur såväl perspektivet av klass, kön, region och generation." Vidare menar Larsson att folkbildningen är politiskt mobiliserande och hjälper deltagarna att finna politisk kunskap och att kunna fatta politiska beslut. Genom praktisk samhällskunskap har folkbildningen kunnat ge människor kunskap och förmåga att handskas med demokratiska arbetsformer och att fatta politiska beslut baserade på sina politiska åsikter.

## Nutid (Sverige)
Ansvaret för fördelning av statsbidrag i Sverige och utvärdering av verksamheten har Folkbildningsrådet (FBR). Folkbildningsrådet är en ideell förening med tre medlemmar: Studieförbunden, Sveriges Kommuner och Regioner (SKR) och Rörelsefolkhögskolornas intresseorganisation (RIO).
Den senaste propositionen om folkbildning är från 2013. Där beskrivs fyra syften med folkbildningen: 
1. Stödja verksamhet som bidrar till att stärka och utveckla demokratin.
2. Bidra till att göra det möjligt för människor att påverka sin livssituation och skapa engagemang att delta i samhällsutvecklingen.
3. Bidra till att utjämna utbildningsklyftor och höja bildnings- och utbildningsnivån i samhället.
4. Bidra till att bredda intresset för och öka delaktigheten i kulturlivet.[8]

Staten har gett Folkbildningsrådet i uppdrag att fördela statsanslag och ha myndighetsansvar för folkbildningen i Sverige. I idédokumentet Vägval och vilja definieras fem kännetecken för folkbildning. 
1. Lärandet relateras till människans hela livssituation.
2. Kunskap och bildning har ett egenvärde
3. Folkbildningen är fri och frivillig.
4. Deltagaren är aktiv medskapare.
5. Samhällsengagemang stimuleras och kanaliseras genom folkbildningens förankring i folkrörelse och föreningsliv.[9]

I dag får 150 folkhögskolor och 10 studieförbund del av det årliga statsbidraget på ca 3,6 miljarder svenska kronor (2014).  Regeringen utfärdar riktlinjer för vad bidraget ska användas till. I riktlinjerna anges bland annat syftet med statsbidraget (till exempel att bidra till att stärka demokratin och skapa engagemang att delta i samhällsutvecklingen) liksom gällande återrapporteringskrav.
Folkhögskolornas kurser och studieförbundens studiecirklar liksom folkbildningens kulturverksamhet riktar sig till alla och omfattar vitt skilda ämnesområden.
En folkbildare är en person som arbetar med folkbildning. Det kan vara exempelvis en folkhögskollärare, en bibliotekarie, en studiecirkelledare. Det kan också vara begrepp för en person som ideellt och utanför etablerade institutioner bedriver bildningsverksamhet. Ett sätt att begränsa definitionen av folkbildning är att den är ett uttryck för den kultur- och utbildningsverksamhet som sker inom ramen för Folkbildningsrådet. "Men det är inte den organisatoriska texten som avgör vad som är folkbildning, utan det är rimligen begreppets innebörd". Bibliotek är en del av folkbildningen utan att organisatoriskt vara en del under Folkbildningsrådet. Media kan ibland ses i motsats till folkbildning men har en roll i åsiktsbildningen. 
En "Svensk folkbildningsbibliografi (1850–1950)", SFbB, ingår som deldatabas i Libris (bibliotekskatalog). Den omfattar 25 536 hänvisningar till skrifter och tidningsartiklar, insamlade av Åke K. G. Lundquist.

### Folkhögskolor
Av de 150 folkhögskolorna drivs drygt 107 av folkrörelser, organisationer och stödföreningar, ca 42 av landsting och regioner och en av kommunal huvudman (2014).
Till skillnad från andra skolformer är folkhögskolan inte bunden av centralt fastställda läroplaner. Genom att varje folkhögskola själv bestämmer över sin verksamhet och profil finns stort utrymme att utforma och anpassa studierna efter olika målgrupper.
Folkhögskolestudierna är ofta ämnesövergripande och bedrivs i projektform med utgångspunkt i deltagarnas behov, förkunskaper och erfarenheter. De studerande har möjlighet att tillsammans påverka studiernas inriktning och innehåll. Utbildningen till folkhögskollärare är av hävd förlagd till folkhögskollärarprogrammet vid Linköpings universitet.

### Studieförbund
De tio studieförbunden har olika inriktning (2014). Varje studieförbund har ett centralt förbundskansli och ett större eller mindre antal lokalavdelningar och/eller distrikt över hela landet. Studieförbunden ingår vanligen i en folkrörelse tillsammans med sina huvudmän. Verksamheten utgår från deltagarnas erfarenheter, behov och förkunskaper, ofta i studiecirkelform.
Utöver studiecirklar bedriver studieförbunden även en betydande kulturverksamhet, bland annat i de över 250 kommuner som saknar statliga kulturinstitutioner.
Det är till respektive lokalavdelning och/eller distrikt man vänder sig för att få reda på vilket utbud som finns av studiecirklar med mera på orten.

### Föreningar
Föreningen Vetenskap och Folkbildning (VoF) är en partipolitiskt och religiöst oberoende organisation som bildades 1982 och har som syfte att främja folkbildning om vetenskapliga metoder och resultat.

## Europa
Det engelskspråkiga begreppet "popular education" eller franskans "éducation populaire" rör sig i gränslandet mellan politik och pedagogik och bygger starkt på de demokratiska idealen hämtat från upplysningstiden. Då sågs allmän utbildning som ett verktyg för individuell och kollektiv frigörelse och en nödvändighet för att uppnå självbestämmanderätt, enligt Immanuel Kants Vad är upplysning? som publicerades fem år innan den franska revolutionen 1789, då allmän utbildning började etableras i Frankrike.
Jean-Jacques Rousseaus Émile, eller Om uppfostran (1762) var en annan uppenbar teoretisk influens men även arbetet av Nikolaj Frederik Severin Grundtvig (1783–1872) i uppbyggnaden av den nordiska rörelsen kring folkhögskolan. Under 1900-talet var denna typ av utbildning en grundläggande beståndsdel i republikanska och socialistiska rörelser och speciellt i Frankrike. En viktig del i arbetarrörelsen som även var starkt influerad av positivism, materialism och antiklerikalism.
Begreppet kan definieras som en utbildningsmetod designad att väcka medvetenheten hos deltagarna om att en individs personliga erfarenheter ofta är kopplade till sociala problem, där deltagaren uppmuntras att agera för att förändra problemen som påverkar dem.

### Danmark
Folkeoplysning är ett vanligt begrepp för den icke-formella vuxenutbildningen i Danmark som bedrivs av idrottsföreningar, ungdomsorganisationer, politiska organisationer och kulturorganisationer. Många av de ideologiska tankarna bygger på Gruntvigs arbete i uppbyggnaden av de danska folkhögskolorna, som ville nå ut till vanliga danskar så att de kunde bli mer vetande och aktiva deltagare i samhället. Många av de olika organisationerna och föreningarna är organiserade genom Dansk Folkeoplysnings Samråd.

## Latinamerika
Spanskans "educación popular" eller portugisiskans "educação popular" är ett begrepp där ordet popular inte har betydelsen som ett "populärt tv-program", utan betyder här istället "av folket". Termen är ett koncept som grundar sig på klasstillhörighet, politisk kamp och social förändring. Mer specifikt så åsyftas popular classes vilket innefattar bönder, arbetslösa, arbetarklass och lägre medelklass. Meningen med popular i detta fallet är att utesluta överklass och övre medelklass.
Educación popular används för att klassificera en stor bredd av utbildningsinsatser och har en stark tradition i Latinamerika sedan mitten av 1900-talet. Insatserna är antingen planerade eller genomförda med intresse för "popular-klasserna". Skillnaderna i projekt och insatser som hävdar eller får etiketten "educación popular" gör det svårt att precisera definitivt. Men generellt så är dessa klassbaserade i sin natur och avvisar tanken att utbildning bara är en kunskapsöverföring eller "banking education", en term och kritik mot det traditionella utbildningsystemet. Där ses studenten som en tom behållare som utbildaren ska fylla med kunskap vilket ger brist på kritiskt tänkande och äganderätten till kunskap hos studenten, vilket i sin tur skapar förtryck, enligt den brasilianske pedagogen Paulo Freire.